# Batchelor’s Delight
Die Batchelor’s Delight (auch Bachelor’s Delight) war das Piratenschiff der Bukaniere John Cook und Edward Davis.
Das ursprünglich dänische Schiff mit 40 Kanonen wurde 1683 vor der Küste von Guinea von Piraten unter John Cook aufgebracht. Die Piraten verkauften ihr eigenes Schiff im Sherbro-Gebiet (südlich von Freetown) im Austausch gegen 60 weibliche Sklaven, wechselten auf die Prise und benannten sie in Batchelor’s Delight um. Auf dem Weg in den Pazifik, vor der Küste Mexikos, verstarb Cook, und Davis wurde der neue Anführer der Piraten. Nach wenig erfolgreichem Kreuzen vor der südamerikanischen Westküste nahm das Piratenschiff schließlich Kurs auf die Ostindischen Inseln.